# Тимошкино (Татарстан)
 Тимошкино — деревня в Высокогорском районе Татарстана. Входит в состав Шапшинского сельского поселения.

## География
Находится в северо-западной части Татарстана на расстоянии приблизительно 7 км на восток-северо-восток от районного центра поселка Высокая Гора.

## История
Известна с 1646 года как Малые Шапши. В начале XIX века помещик И.Депрейс поселил здесь крестьян из деревни Тимошкино Сенгелеевского уезда Симбирской губернии. Отсюда новое название деревни, именовавшейся также и как Депрейсовка. В начале XX века упоминалось о наличии здесь земской школы.

## Население
Постоянных жителей было: в 1646 — 37 душ мужского пола, в 1859—194, в 1897—202, в 1908—185, в 1920—263, в 1926—290, в 1938—317, в 1949—344, в 1958—273, в 1970—200, в 1989 — 25, 20 в 2002 году (русские 65 %, татары 35 %), 22 в 2010.

## Достопримечательности
Богоявленская часовня.